# Storkrebs
 For alternative betydninger, se Krebs.
Storkrebs (Malacostraca) er den største undergruppe af krebsdyr.

## Klassifikation
- Klasse: Storkrebs (Malacostraca)
  - Underklasse Phyllocarida
    - Orden Leptostraca

  - Underklasse Eumalacostraca
    - Overorden Hoplocarida
      - Stomatopoda Søknælere

    - Overorden Syncarida
      - Orden Bathynellacea
      - Orden Anaspidacea

    - Overorden Eucarida
      - Orden Lyskrebs Euphausiacea (Meganyctiphanes norvegica...)
      - Orden Amphionidacea
      - Orden Tibenede krebsdyr Decapoda (krabber, troldkrabbe, strandkrabbe, hummer, hestereje, (Knipsereje pistolreje Alpheus heterochaelis)...)

    - Overorden Peracarida
      - Orden Pungrejer Mysida (Kåre)
      - Orden Lophogastrida
      - Orden Kommakrebs Cumacea
      - Orden Klotanglus Tanaidacea
      - Orden Mictacea
      - Orden Spelaeogriphacea
      - Orden Thermosbaenacea
      - Orden Isopoda (tanglus...)
        - Underorden Asellota (vandbænkebider...)
        - Oniscidea (Bænkebider...)

      - Orden tanglopper Amphipoda (tangloppe...)
        - Underorden Gammaridea
        - Underorden Corophiidea
          - Familie Corophiidae (Slikkrebs...)

Ukendt indplacering:
- Aeschronectida
- Palaeostomatopoda